# Corcelles-lès-Cîteaux
Corcelles-lès-Cîteaux ist eine französische Gemeinde mit 831 Einwohnern (Stand 1. Januar 2022) im Département Côte-d’Or in der Region Bourgogne-Franche-Comté (vor 2016 Bourgogne); sie gehört zum Arrondissement Beaune und zum Kanton Nuits-Saint-Georges.

## Geographie
Corcelles-lès-Cîteaux liegt etwa 18 Kilometer südsüdöstlich von Dijon. Umgeben wird Corcelles-lès-Cîteaux von den Nachbargemeinden Noiron-sous-Gevrey im Norden und Nordosten, Izeure im Osten, Saint-Nicolas-lès-Cîteaux im Süden und Südwesten sowie Savouges im Westen und Nordwesten.

## Bevölkerung
| Jahr                       | 1962 | 1968 | 1975 | 1982 | 1990 | 1999 | 2006 | 2013 | 2019 |
| Einwohner                  | 184  | 178  | 262  | 456  | 525  | 720  | 829  | 828  | 811  |
| Quellen: Cassini und INSEE |      |      |      |      |      |      |      |      |      |

## Sehenswürdigkeiten

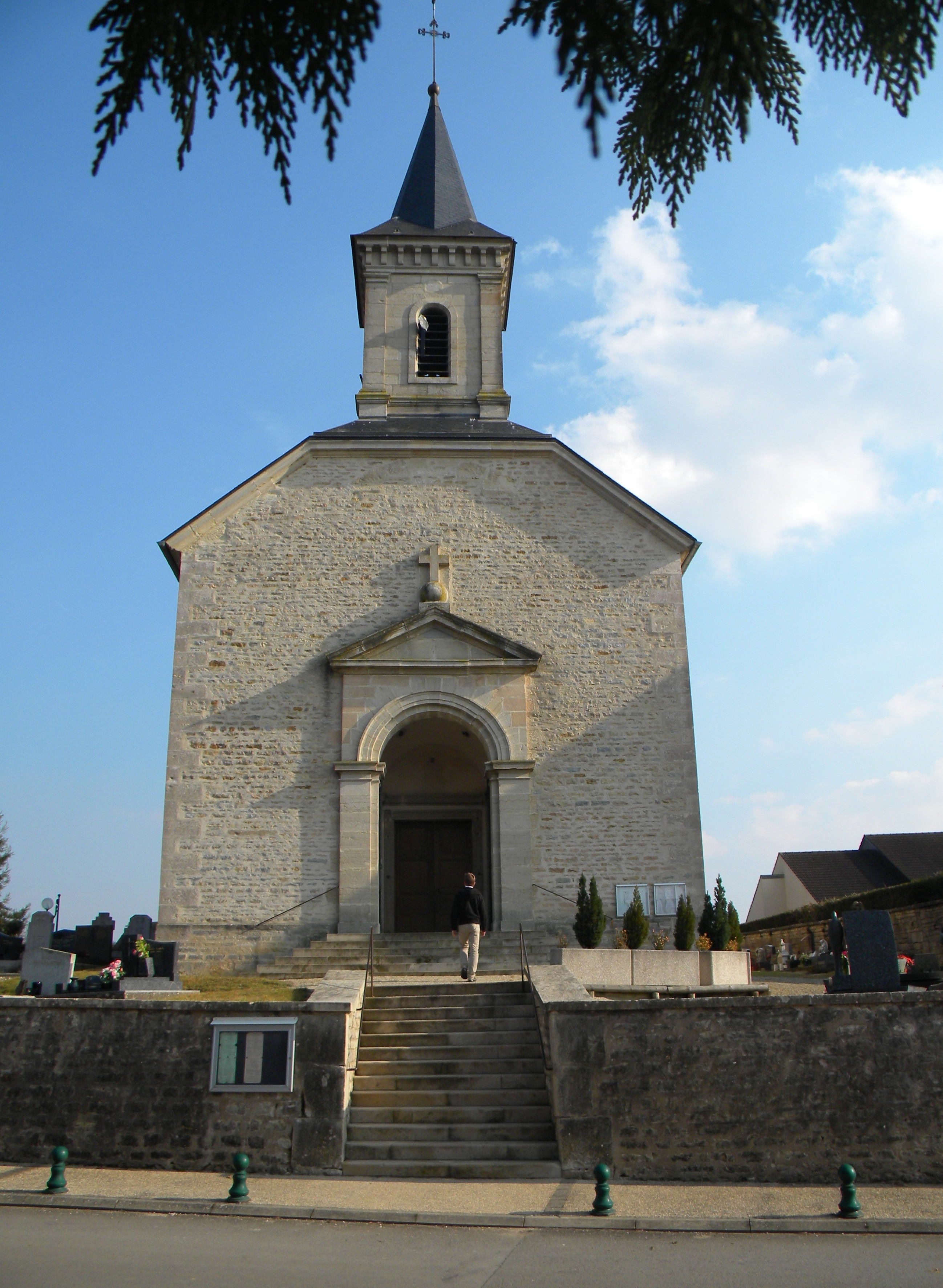
Geburtskirche

- Geburtskirche (Église de la Nativité)